# バトンガ・ファンデーション
バトンガ・ファンデーション（Batonga Foundation）は、アフリカの女子教育、主に中学校、高等学校教育を目的とした非営利団体である。本部はワシントンD.C.。

## 歴史
2006年に西アフリカ・ベナン出身の歌手、アンジェリーク・キジョーにより設立され、2014年現在アフリカ5か国で支援活動を行っている。
名称は、設立当時のキジョーが女子教育が十分に発達していなかったために適切な教育を受けられず、侮辱を受けたという背景がもとになっている。「バトンガ」というのはキジョーの造語で、高校時代に男子学生から差別的な言葉を投げかけられ、それに答えるために「私は私のやりたいことをやる」という意味で使っていた。ロゴの蝶は変化を象徴し、「アフリカを変える」という信念を込めて作られた。
30万ドルの信託基金の寄付金から発足し、特にHIV /エイズの影響を受ける貧しい家族の子供たちを支援している。初年度の活動では、財団として約400の女子に奨学金を提供することができた。

## 活動内容
財団は創立者のキジョー、ジャン・ヘブレイル（キジョーの夫）、マリー・ルイス・コヘン、そしてジョン・フィリップスの4名にて構成される取締役会により運営されている。組織の主な活動内容は、女子学生を対象とする奨学金整備、教育設備の改善、教育水準の向上である。加えて、財団は学校作りをはじめとする学習環境の整備など、財政面での役割も大きく担っている。主に、ベナン、カメルーン、エチオピア、マリ、シエラレオネの5か国を中心に支援を行っている。